# 마지막 파티
《마지막 파티》(영어: A Few Best Men)는 2011년 공개된 코미디 영화이다.

## 출연

### 주연
- 제이비어 새뮤얼
- 크리스 마셜
- 케빈 비숍
- 레블 윌슨
- 로라 브렌트

### 조연
- 올리비아 뉴턴존
- 팀 드랙슬
- 엘리자베스 데비키
- 올리버 토어
- 스티브 러마퀀드
- 앨런 시니스